# Eruguera grisa
L'eruguera grisa (Ceblepyris caesius) és una espècie d'ocell de la família dels campefàgids (Campephagidae).
Habita la selva pluvial des de sud-est de Nigèria, sud-oest de Camerun, Illa de Bioko, sud-est del Sudan, Etiòpia i, cap al sud, a través del nord-est i est de la República Democràtica del Congo, Uganda, Ruanda, Burundi, Kenya, Tanzània, Malawi, est de Zimbabwe i Moçambic fins a les terres baixes del nord-est i est de Sud-àfrica al nord-est i est del Transvaal, Natal i l'est i sud de la Província del Cap.